# ラチャ・アヴァネシアン
ラチャ・アヴァネシアン（アルメニア語: Հրաչյա_Ավանեսյան, ラテン文字転写例: Hrachya Avanesyan, 1986年4月30日 - ）は、アルメニアのヴァイオリン奏者。

## 経歴
生い立ち
1986年、アルメニア・ソビエト社会主義共和国・レニナカンで生まれた。６歳でヴァイオリンを始め、1993年からエレバンのチャイコフスキー音楽学校でアルタシェス・クルチャンの下でヴァイオリンを学んだ。1996年にはアルメニア共和国主催のコンクールでジュニア部門とシニア部門の両方でエントリーし、そのいずれもで優勝を果たしたことで、「アルメニアの若きヴィルトゥオーゾたち」のメンバーとなり、世界各国を演奏旅行で回り、見聞を広めた。
ベルギー移住後
2003年にはベルギーに移住し、2008年までブリュッセル王立音楽院でイーゴリ・オイストラフの下で研鑽を積んだ。2007年からはエリザベート王妃音楽大学でオーギュスタン・デュメイの薫陶を受けた。2006年のイェフディ・メニューイン国際ヴァイオリン・コンクールと2008年のカール・ニールセン国際ヴァイオリン・コンクールのそれぞれで優勝した。

## 注
1. ↑  “Հրաչյա_Ավանեսյան”. 2019年4月25日時点のオリジナルよりアーカイブ。2019年4月25日閲覧。
2. ↑  “ラチャ・アヴァネシアン　ヴァイオリン・リサイタル”. 2019年4月25日時点のオリジナルよりアーカイブ。2019年4月25日閲覧。
3. ↑  “ラチャ・アヴァネシヤン”. 2019年4月25日時点のオリジナルよりアーカイブ。2019年4月25日閲覧。
4. ↑  “Մեկնարկում է Վերադարձի դասական երաժշտության 5-րդ փառատոնը”. 2019年4月25日時点のオリジナルよりアーカイブ。2019年4月25日閲覧。
5. ↑  “Stories Previous winners”. 2019年4月25日時点のオリジナルよりアーカイブ。2019年4月25日閲覧。

| スタブアイコン | サブスタブ | この項目は、まだ閲覧者の調べものの参照としては役立たない、人物に関連した書きかけの項目です。この項目を加筆・訂正などしてくださる協力者を求めています（P:人物伝/PJ:人物伝）。 |